# Luís Pedro Fonseca
Luis Pedro Fonseca (Lisboa, 15 de fevereiro de 1950 - 24 de agosto de 2014) foi um letrista e compositor português.

## Percurso
Luis Pedro Fonseca nasceu no dia 15 de Fevereiro de 1950, em Lisboa. 
Pertenceu ao grupo Plexus, que também integrava Carlos Zíngaro, Celso de Carvalho, Jorge Valente e José Alberto Teixeira Lopes. Em 1969 lançaram o EP "Paraíso Amanhã" (RCA) com supervisão e direcção musical de José Cid e António Moniz Pereira. Nesse disco, Luis Pedro Fonseca tocava piano, flauta, voz e bateria .
Em 1970 é convidado por Filipe Mendes para fazer parte do grupo Chinchilas. Participam no concurso "Barbarella Conjuntos 70", em Palma de Maiorca.
Um tema composto por si, "Ana", é gravado por Paulo de Carvalho em 1971.
É convocado para a tropa o que o leva a afastar-se da música.
Em 1976 foi o autor da banda Sonora do filme "O Diabo Desceu à Vila", de Teixeira da Fonseca, seu pai.  Ainda em 1976 é convidado por Thilo Krassman para trabalhar na editora Movieplay onde vem a conhecer Zé da Ponte,  criando dezenas de jingles, tais como o da Kodak (Para mais tarde recordar), Guloso (Esse gostinho bem gostoso), Sagres, Nissan, Nacional (O que é Nacional é Bom), Hellmanns (A Verdadeira Maionese), Bacalhau Riberalves, Longa Vida, Yoplait, Compal, entre muitos outros. 
Mais tarde abriu o seu próprio estúdio de Edição e Produção de Som, Xangrilá.
Fez parte do grupo Férias e foi fundador do grupo Diadágua.
Em 1978 em colaboração com Maria João Duarte e José da Ponte grava um disco para crianças que foi cantado por Lena d'Água.
Carlos Avidez convida-o para fazer a banda sonora da peça "As Profecias de Bandarra" para o Teatro Experimental de Cascais.
Com o mesmo encenador faz a seu convite dezenas de bandas Sonoras para as suas peças, entre elas  o "Rei Lear" para o Teatro D. Maria.
Em 1980 forma a banda Salada de Frutas com  Lena d'Água e Zé da Ponte. Gravam o álbum "sem açúcar" e o single "Robot". 
Ainda em 1981, sai do grupo com Lena d'Água e é o compositor, letrista, arranjador e co-produtor nos discos da cantora «Vígaro cá, vígaro lá/Labirinto», «Perto de ti», «Jardim Zoológico/Papalagui», «Lusitânia» e «Terra Prometida».
É o autor de sucessos como "Sempre Que O Amor Me Quiser", "Dou-te um Doce" e "Demagogia" como exemplos.
Produtor de "Fado Bailado" de Rão Kyao em 1983, colabora com o músico noutros discos como "Estrada da Luz" e "Oásis".
Nos anos 90 produz o excelente disco "Traz-os-Montes", de Né Ladeiras. 
Grava também “Super Bébés”, um disco com canções de sua autoria, interpretadas por Alexandra Lencastre.
"O Profeta" é um projecto de 26 temas instrumentais originais (2 CD’s) que servem de suporte às palavras contidas numa edição especial do livro de Kalil Gibran lançado pela editora Pergaminho.
A convite da COJOL (Comissão Organizadora dos Jogos da Lusofonia / Macau) escreveu a letra e a música do "Hino dos Jogos da Lusofonia / Macau 2006", que tiveram a sua estreia em Outubro de 2006 em Macau.
Produção do CD "Arquipélago" com obras do compositor José Luís Tinoco.
Em 2008 é convidado pela SIC para escrever o hino "O Sol tem Luz que chegue para todos" por ocasião do Dia da Criança.
Faleceu em 24 de Agosto de 2014, com um aneurisma cerebral.

## Prémios e reconhecimento
Leão de Ouro, Festival de Cannes, pelo filme “Krane”, da Sagres, com banda sonora de sua autoria.
Prémio “Oh Lisboa”, 1994, pela melhor partitura para Teatro (O Leque de Lady Windermere, de Oscar Wilde, Teatro Nacional )
É autor da canção Labirinto, uma das 150 canções, que constam na antologia, As Palavras das Canções, organizada por João Calixto, editada com o apoio da Sociedade Portuguesa de Autores. 

## Discografia
Entre a sua discografia encontram-se: 
- Paraíso Amanhã - Plexus (RCA, 1969)
- Sem Açúcar (LP) - Salada de Frutas (Rossil, 1980)
- Robot (single) - Salada de Frutas (Edisom, 1981)
- Vígaro cá, vígaro lá/Labirinto (single) - Lena d'Água & Atlântida (Valentim de Carvalho, 1981)
- Perto de Ti (LP) - Lena d’Água & Atlântida (Valentim de Carvalho, 1982)
- Papalagui/Jardim Zoológico (single) - Lena d’Água & Atlântida (Valentim de Carvalho, 1983)
- Lusitânia (LP) - Lena d’Água & Atlântida (Emi Valentim de Carvalho, 1984)
- Terra Prometida (LP) - Lena d’Água (CBS, 1986)
- Here Below - como DaFonseca (LP, Transmédia, 1987)
- Here Below/Cosmic Stage - como DaFonseca (Single, Transmédia, 1987)
- Traz os Montes - Né Ladeiras (1994)
- Concert for the Sun (CD, Strauss Evolution, 1997)
- Shamballah (CD, Strauss Evolution, 2001)
- NOW - como Vijay (CD, 2012)
- O Leque de Lady Windermere (1993)
- A Dama das Camélias
- Bichos & Bichinhos da Terra - Luzinha ( JBJ & Viceversa , 2011

## Ligações Externas
- Discos com sono "Plexus – Paraíso Amanhã (RCA, 1969)"
- RTP | Documentário A música para mudar o mundo, realizado por Rita Saldanha (2022)